# Krieghoff
Krieghoff— немецкая компания, выпускающая ружья. В 1886 году в городе Зуль Людвиг Кригхоф открыл мастерскую по производству ружей. Во время Первой мировой войны компания выпускала военную продукцию. От разорения компанию спас большой заказ из Нидерландов. В 1930-х в компании работали 150 человек. Во время прихода к власти нацистов компания вынуждена переключиться на выполнения военных заказов. С 1940 по 1944 год число рабочих увеличилось с 2000 до 6000 человек.
В 1960 году компания переехала в Ульм. В городе Оттсвиль (штат Пенсильвания) была открыта американская дочерняя фирма «Krieghoff International». В настоящее время компанию «Krieghoff» возглавляют Хайнц Ульрих Кригхоф и его сын Дитер Кригхоф.